# Travisia doellojuradoi
Travisia doellojuradoi är en ringmaskart som beskrevs av Rioja 1944. Travisia doellojuradoi ingår i släktet Travisia och familjen Opheliidae. Inga underarter finns listade i Catalogue of Life.